# Windows.h
windows.h es un archivo cabecera específico de Windows para la programación en lenguaje C/C++ que contiene las declaraciones de todas las funciones de la biblioteca Windows API, todas las macros utilizadas por los programadores de aplicaciones para Windows, y todas las estructuras de datos utilizadas en gran cantidad de funciones y subsistemas. La Win32 API puede agregarse en proyectos de programación en  C haciendo la inclusión de la cabecera <windows.h>

## Archivos de cabeceras incluidos
windows.h incluye automáticamente gran cantidad de otras cabeceras. Muchas de ellas no pueden incluirse por sí mismas, por una cuestión de dependencias.
windows.h incluye los siguientes archivos cabeceras:
- excpt.h    –  manejo de excepciones
- stdarg.h – funciones de variable-argumento (cabecera estándar de C)
- windef.h   – varios macros y tipos
- winnt.h    – varios macros y tipos (para Windows NT)
- basetsd.h  – varios tipos
- guiddef.h  – el tipo GUID
- ctype.h  – clasificación de caracteres (cabecera estándar de C)
- string.h – cadenas y búferes(cabecera estándar de C)
- winbase.h  – kernel32.dll: servicios del núcleo del sistema operativo;  advapi32.dll:servicios del núcleo(ej. función CreateProcessAsUser), control de acceso(ej. función AdjustTokenGroups).
- winerror.h – códigos de error de Windows.
- wingdi.h   – GDI (Graphics Device Interface, en español, interfaz del dispositivo gráfico)
- winuser.h  – user32.dll: servicios de usuario
- winnls.h   – NLS (Native Language Support, en español, soporte de lenguaje nativo)
- wincon.h   – servicios de consola de comandos
- winver.h   – información de versión
- winreg.h   – Registro de Windows
- winnetwk.h – WNet (Windows Networking: Red en Windows)
- winsvc.h   – Servicios de Windows  y SCM (Service Control Manager: Administrador de Control de Servicios)
- imm.h      – IME (Input Method Editor)

### Otras inclusiones
- cderr.h   – CommDlgExtendedError códigos de error de funciones
- commdlg.h – Common Dialog Boxes
- dde.h     – DDE (Dynamic Data Exchange)
- ddeml.h   – Administrador de la biblioteca de DDE
- dlgs.h    – constantes para Common Dialog Boxes
- lzexpand.h – LZ (Lempel-Ziv) compresión/descompresión
- mmsystem.h –  Multimedia en Windows
- nb30.h     – NetBIOS
- rpc.h      – RPC
- shellapi.h  – Windows Shell API
- wincrypt.h  – API de criptografía
- winperf.h   – Monitoreo de rendimiento
- winresrc.h  – usada en Recursos de Windows
- winsock.h   – Winsock (Windows Sockets), version 1.1
- winspool.h  – Print Spooler
- winbgim.h  – Biblioteca gráfica estándar

### OLE y COM
- ole2.h     – OLE (Object Linking and Embedding)
- objbase.h  – COM (Component Object Model)
- oleauto.h  – OLE Automation
- olectlid.h – varias definiciones de GUID

## Macros
Varias macros para el funcionamiento de windows.h.

## Ejemplo en lenguaje C
Véase Windows Programming: Window Creation.
```
#include
 
<windows.h>

#include
 
<stdio.h>

LPSTR
 
szClassName
 
=
 
"MiClase"
;

HINSTANCE
 
hInstance
;

LRESULT
 
CALLBACK
 
MyWndProc
(
HWND
,
 
UINT
,
 
WPARAM
,
 
LPARAM
);

int
 
WINAPI
 
WinMain
(
HINSTANCE
 
hInst
,
 
HINSTANCE
 
hPrevInstance
,
 
LPSTR
 
szCmdLine
,
 
int
 
iCmdShow
)

{

   
WNDCLASS
 
wnd
;

   
MSG
 
msg
;

   
HWND
 
hwnd
;

   
hInstance
 
=
 
hInst
;

   
wnd
.
style
 
=
 
CS_HREDRAW
 
|
 
CS_VREDRAW
;

   
wnd
.
lpfnWndProc
 
=
 
MyWndProc
;

   
wnd
.
cbClsExtra
 
=
 
0
;

   
wnd
.
cbWndExtra
 
=
 
0
;

   
wnd
.
hInstance
 
=
 
hInstance
;

   
wnd
.
hIcon
 
=
 
LoadIcon
(
NULL
,
 
IDI_APPLICATION
);
 
//icono por defecto

   
wnd
.
hCursor
 
=
 
LoadCursor
(
NULL
,
 
IDC_ARROW
);
   
//flecha de mouse por defecto

   
wnd
.
hbrBackground
 
=
 
(
HBRUSH
)(
COLOR_BACKGROUND
+
1
);

   
wnd
.
lpszMenuName
 
=
 
NULL
;
                     
//sin menu

   
wnd
.
lpszClassName
 
=
 
szClassName
;

   
if
(
!
RegisterClass
(
&
wnd
))
                     
//registrando WNDCLASS

   
{

       
printf
(
"Este programa requiere Windows
\n
"
);

       
return
 
0
;

   
}

   
hwnd
 
=
 
CreateWindow
(
szClassName
,

                       
"Titulo de la ventana"
,

                       
WS_OVERLAPPEDWINDOW
,

                       
CW_USEDEFAULT
,
 
CW_USEDEFAULT
,

                       
CW_USEDEFAULT
,
 
CW_USEDEFAULT
,

                       
NULL
,
 
NULL
,

                       
hInstance
,
 
NULL
);

   
ShowWindow
(
hwnd
,
 
iCmdShow
);
              
//muestra la ventana en la pantalla

   
UpdateWindow
(
hwnd
);
             
//se actualiza la ventana

   
while
(
GetMessage
(
&
msg
,
 
NULL
,
 
0
,
 
0
))
      
//ciclo de mensajes

   
{

       
TranslateMessage
(
&
msg
);

       
DispatchMessage
(
&
msg
);

   
}

   
return
 
msg
.
wParam
;

}

LRESULT
 
CALLBACK
 
MyWndProc
(
HWND
 
hwnd
,
 
UINT
 
msg
,
 
WPARAM
 
wParam
,
 
LPARAM
 
lParam
)

{

   
switch
(
msg
)

   
{

       
case
 
WM_DESTROY
:

           
PostQuitMessage
(
0
);

           
return
 
0
;

   
}

   
return
 
DefWindowProc
(
hwnd
,
 
msg
,
 
wParam
,
 
lParam
);

}

```